# Malá Štáhle
Malá Štáhle (niem. Klein Stohl) – gmina w Czechach, w powiecie Bruntál, w kraju morawsko-śląskim. Według danych z dnia 1 stycznia 2012 liczyła 153 mieszkańców.